# 폼바스

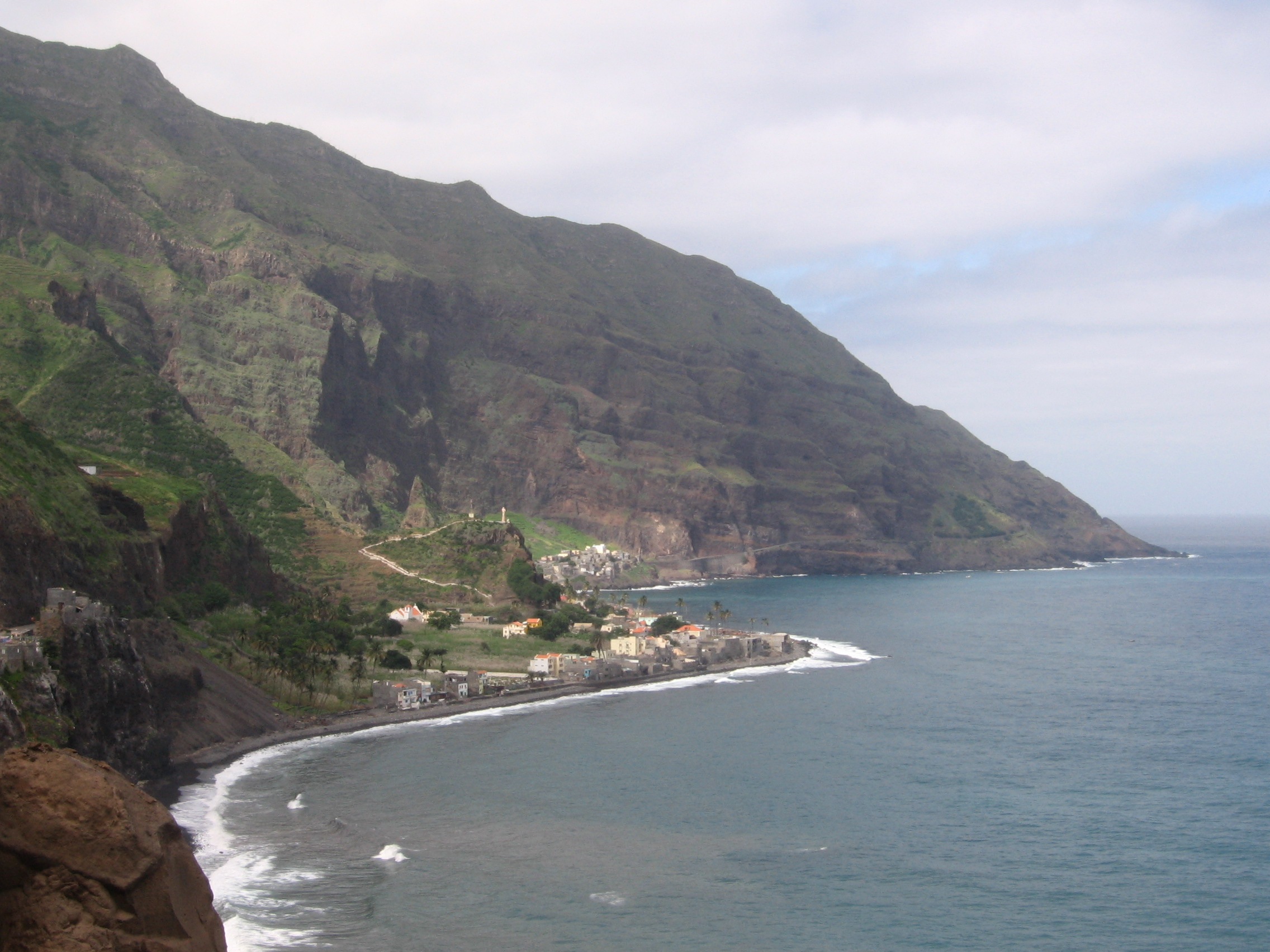
폼바스

폼바스(포르투갈어: Pombas)는 카보베르데 산투안탕섬 북동부 연안에 위치한 도시로 인구는 1,295명(2010년 기준)이다. 행정 구역상으로는 파울시에 속한다. 히베이라그란드에서 남동쪽으로 6km, 포르투노부에서 북쪽으로 15.2km 정도 떨어진 곳에 위치한다.